# Leucopis dobrodginus
Leucopis dobrodginus är en tvåvingeart som beskrevs av Beschovski 1998. Leucopis dobrodginus ingår i släktet Leucopis och familjen markflugor.
Artens utbredningsområde är Bulgarien. Inga underarter finns listade i Catalogue of Life.